# Alessandro Lupo

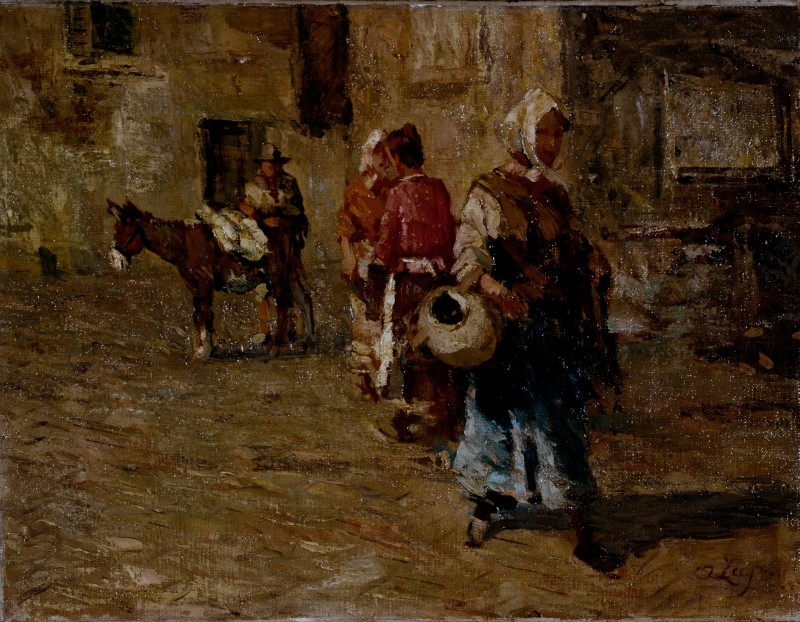
Andando al mercato, 1930-1935 (Fondazione Cariplo)

Alessandro Lupo (Torino, 1876 – Torino, 1953) è stato un pittore italiano.

## Biografia
Esponente del naturalismo piemontese del secondo Ottocento si forma sotto la guida di Vittorio Cavalleri. Esordisce alla Società Promotrice delle Belle Arti di Torino nel 1901 con tre studi condotti dal vero, inaugurando la sua costante partecipazione presso le principali rassegne espositive nazionali. Dal 1908 si afferma all'attenzione del pubblico e della critica che gli rimprovera, tuttavia, un'eccessiva dipendenza dai modelli del suo maestro. Alla sua prima produzione di paesaggi condotti en plein air, succede una maggiore diversificazione dei soggetti fino alla sua specializzazione come animalista e autore di scene di mercato a partire dagli anni Venti. Risale al 1921 l'allestimento della personale presso la Galleria Vinciana di Milano che avvia la fortuna critica ed espositiva per l'artista, bruscamente interrotta dall'esclusione dalla Biennale veneziana del 1928. La scelta dei soggetti e l'adesione alle convenzioni artistiche del XIX secolo contribuirono al suo duraturo successo commerciale.